# 스테이트팜 스타디움
스테이트팜 스타디움(State Farm Stadium)은 미국 애리조나주 글렌데일에 있는 다목적 경기장이다. NFL 애리조나 카디널스의 홈구장이자 매년 피에스타 볼을 개최한다. 2007년 2월 7일 미국대 멕시코 축구 경기를 열었고 총 62,462명이 입장해 애리조나주에서 최고로 많은 관중이 입장한 축구 경기장이 되었다.
피닉스 대학교가 명명권을 획득지만 피닉스 대학교의 홈구장은 아니고 법인 스폰서의 역할만 했었다.
2010년 3월 28일, WWE 레슬매니아 26이 개최되었다. 관객 수는 72,219명

## 갤러리

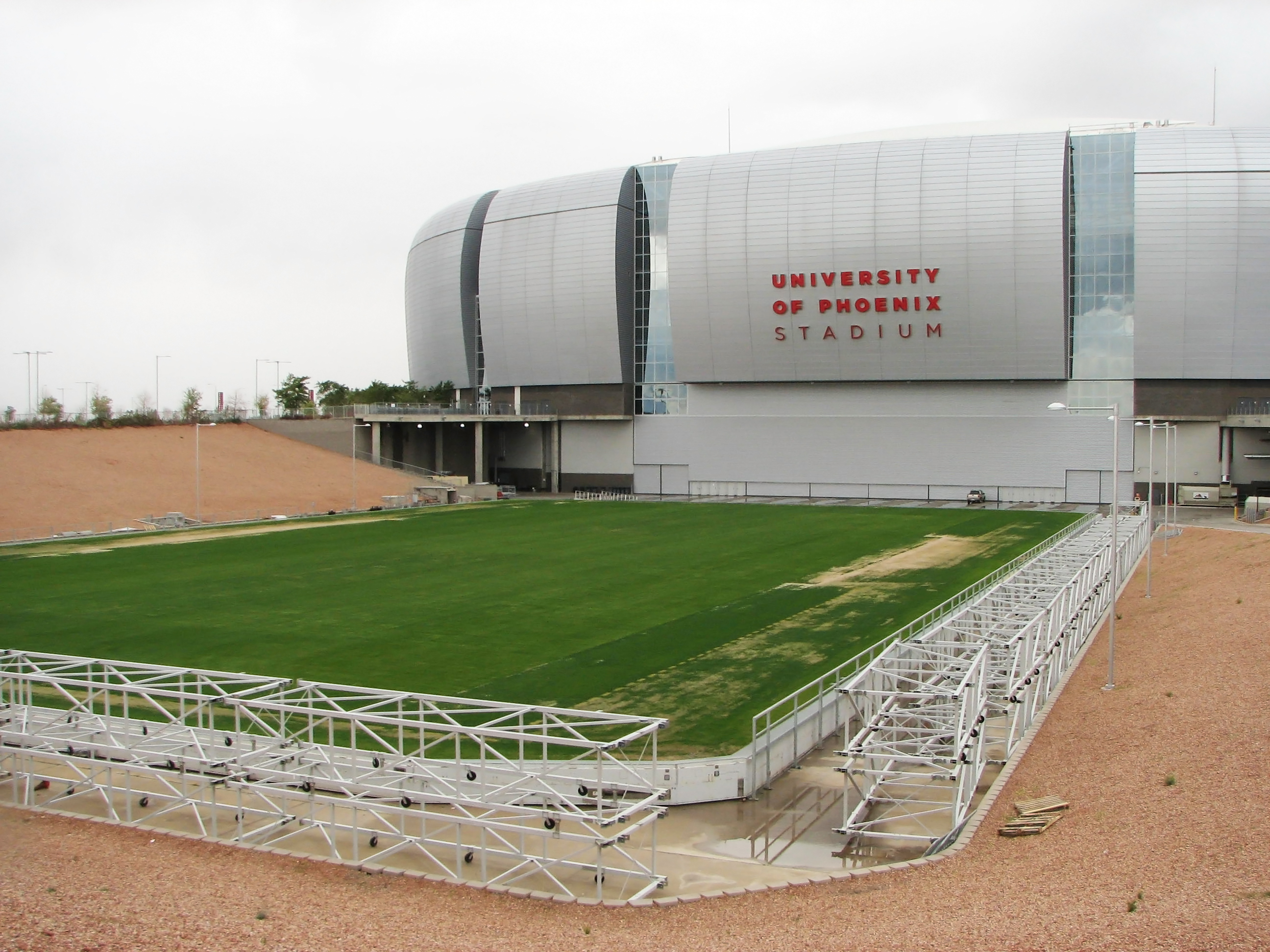
The playing field outside and lined for the Arizona Cardinals.
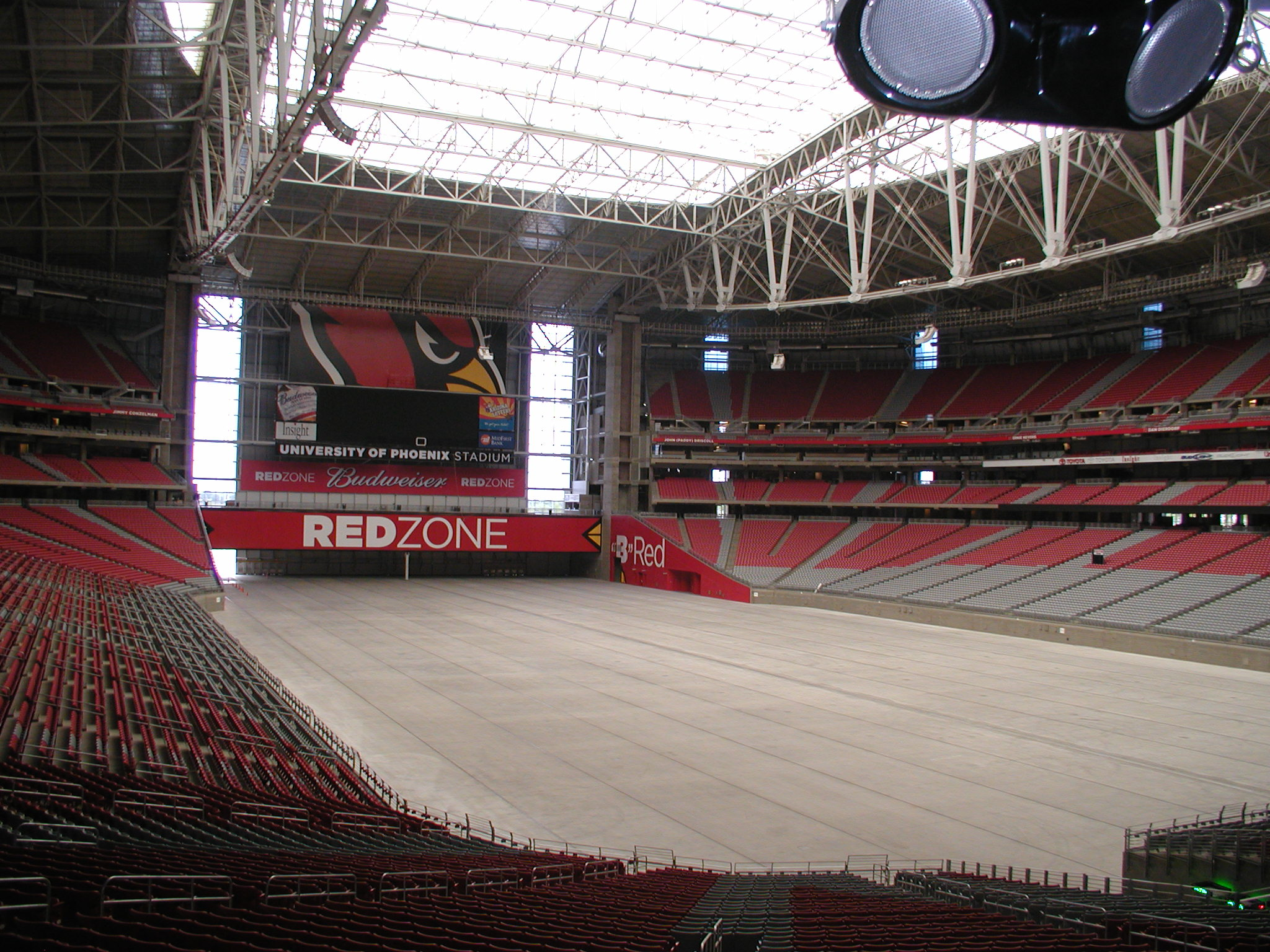
The interior with field removed. To protect the stadium's grass playing surface, non-football events are always held with the facility in this configuration.
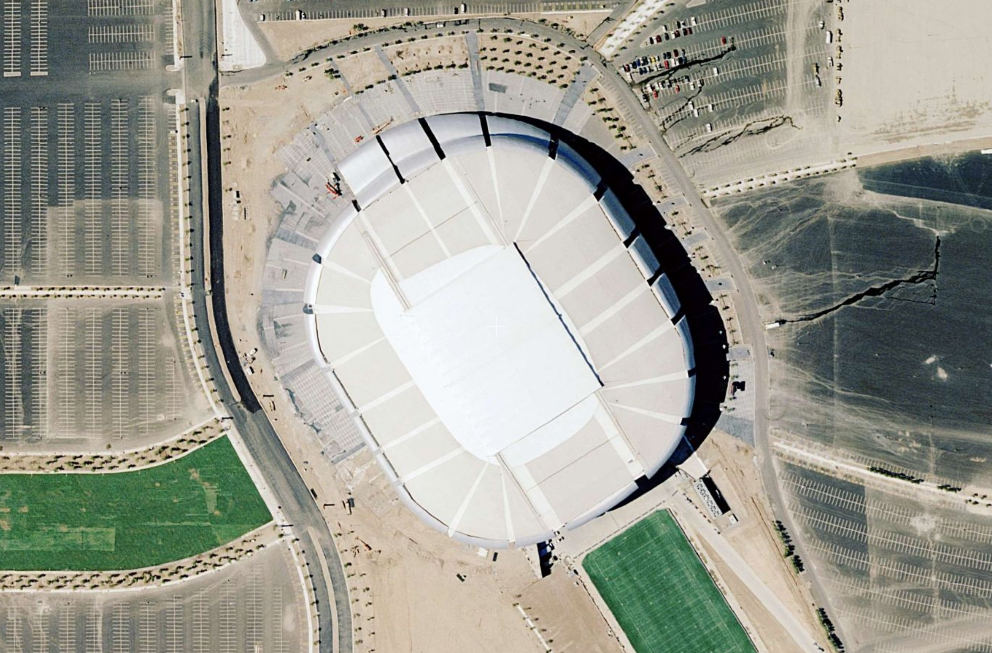
Aerial view of the stadium in 2007
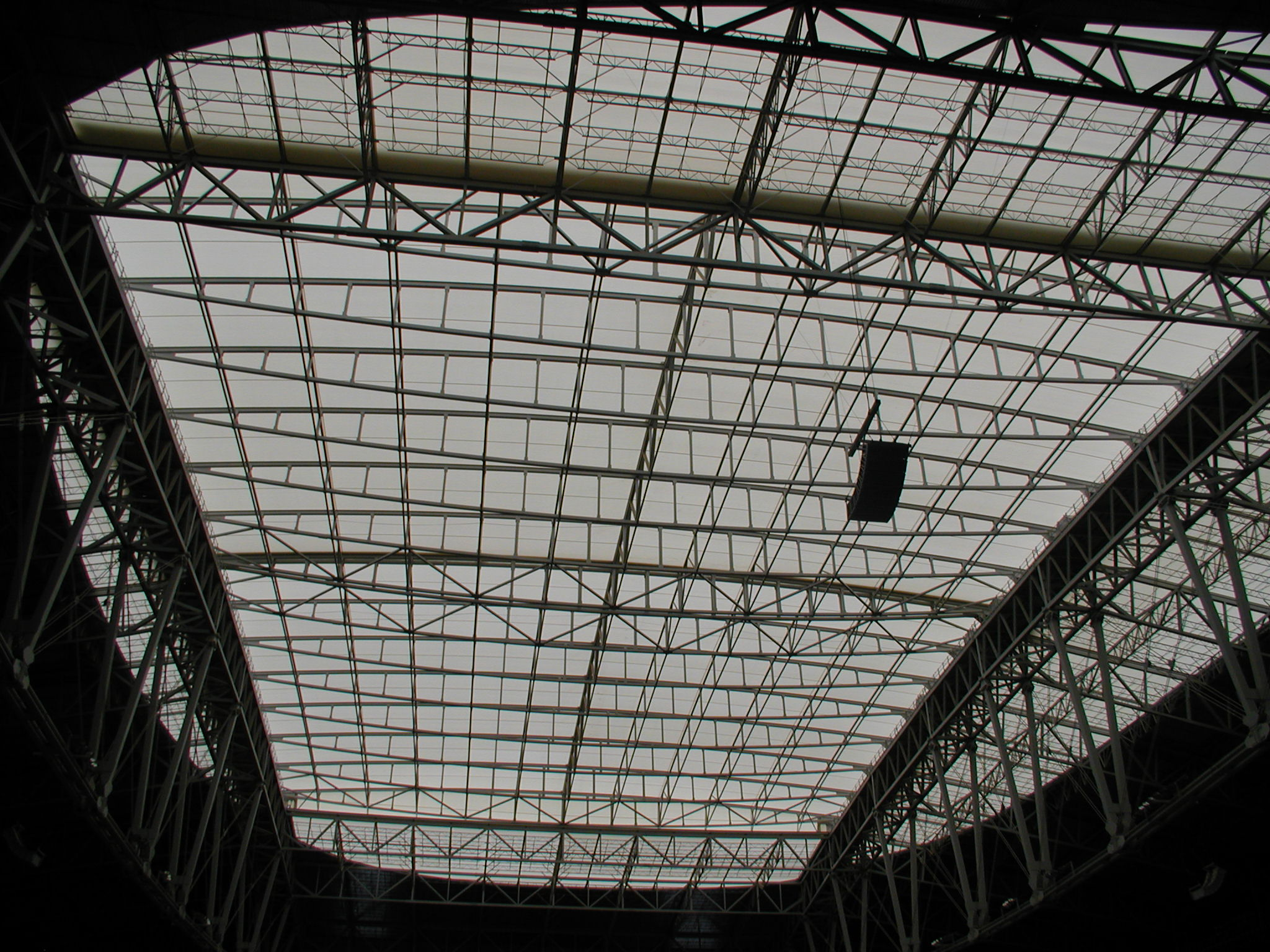
Stadium roof